# Переволочанська фортеця

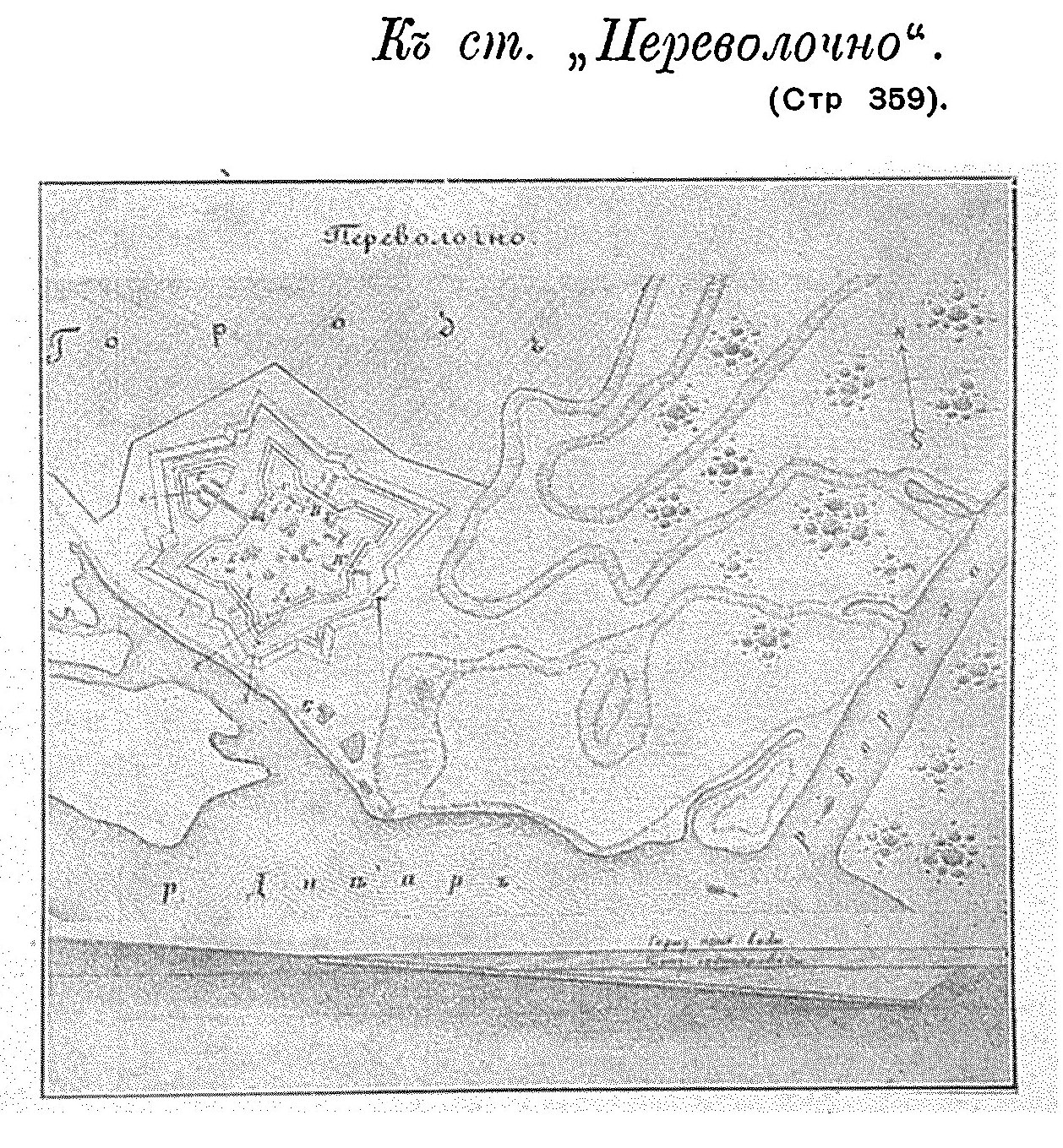
Мапа Переволочної з Військової Енциклопедії Ситіна

Переволочанська фортеця (інш. назва Переволочанський форпост)— 17-18 ст. виникла у середині 17 ст. як укріплене ядро слободи, згодом сотенного містечка Полтавського полку Переволочна. Контролювала Переволочанський перевіз через Дніпро. Спалена у 1709 р. під час Північної війни 1700—1721 рр.

## Історія
В 1709 р. фортеця і село були знищені військом Петра І і повільно ще довго відбудовувалися.
Після спалення у 1709 році була відбудована (після невдалого Прутського походу Петра І за його наказом місцеве населення, що проживало поруч з фортецею, з дітьми та жінками було з нечуваною люттю вирізане чи живцем спалене у хатах) поряд зі старим городищем і включена до реєстру державних фортець Російської імперії.
У 1718 р. гарнізон Переволочанської фортеці налічував 426 солдат та офіцерів, на озброєнні було 26 гармат.

У 20-х рр. 18 ст. проведено ремонт, а у 30-х роках включено до складу Української лінії. (За іншими джерелами не входила до Української лінії, яка починалась нижче за течиєю Дніпра, за річкою Орель).
Під час рос.-тур. воєн 18 ст. у фортеці зосереджувалися війська, артилерія, припаси.
У 1763 р. тут зберігалося 100 гармат і 18 мортир та гаубиць.
Станом на 1893 р. фортеця мала стан руїни і виглядала підвищенням площею 3-4 десятини, яке огороджував земляний вал чотирикутної форми, в якому були помітні залишки двох воріт: західних і східних.
Таку форму фортеця одержала в 80 рр. 17 ст., коли стала частиною Орільсько- Дніпровської лінії оборони від татар. До цього була значно меншою і з 1654 р. мала в вигляд трикутника, який мав систему укріплень лише з боку суходолу (так звані мисові форми фортець).
У фортеці постійно перебував російський гарнізон на чолі з комендантом — начальником гарнізону. В різні часи ними були полковник Скорняков-Писарєв, лейб -гвардии майор Воейков, генерал- майори Сомов, Юст, полковники Жданов і Еллере. У фортеці була інженерна команда і полковий лікар. В 50 рр. фортеця називалась «Переволочанський форпост».

## Будова
За планами 18 ст. мала бастіонові окреслення у формі неправильного п'ятикутника. Захисні огорожі складалися із земляного валу та рову, що утворювали 5 бастіонів і равелін (передворотнє укріплення). Висота валів сягала 6-8 м, ширина рову 25 м, а його глибина 6 м.
Загальна довжина укріплень становила понад 1300 м, а площа забудови близько 20 га.
У фортецю провадило двоє воріт, кілька хвірток, мостів і потаємних вилазів. Всередині розташовувалася церква з дзвіницею, казарми, будинок коменданта, порохові льохи, провіантськи «магазейни», артилерійські цейхгаузи, вартівні, інженерна землянка та інші споруди.

## Занепад
У кінці 18 ст. Переволочанська фортеця втратила значення і 1785 року її статус скасовано.
Територію Переволочанської фортеці у 1962 р. затоплено водоймищем Дніпродзержинської ГЕС.
Збереглася дерев'яна Воскресенська церква (сучасна назва Свято-Введенська церква (Берислав)) початку 18 ст., перевезена у кінці 18 ст. до м. Берислава (тепер Херсонська область).